# 軟部組織
軟部組織（なんぶそしき、soft tissue）とは、生体における骨格以外の支持組織のことである。軟組織 (なんそしき) とも呼ぶ。
軟部組織は、腱、靭帯、筋膜、皮膚、脂肪組織などの骨組織を除く結合組織（＝結合織、英語：connective tissue）と、血管、横紋筋、平滑筋、末梢神経組織（神経節と神経線維）を総称する。軟部組織に対して硬組織という術語があるが、これはほぼ骨組織に対応している。微妙なのは軟骨である。耳介軟骨、喉頭軟骨、気管支軟骨を除けば脊椎動物の軟骨組織は骨組織と密接に関連しているので、骨・軟骨組織を一体として硬組織として扱う傾向がある。
軟部組織という術語は解剖学の用語であるが、専ら病理学領域で汎用される。病理学領域で好んで用いられるのは、腫瘍の分類の際に軟部腫瘍（英語：soft tissue tumor）をひとつのカテゴリーとしてまとめるときに便利なためである。しかし発生学的由来のまったく異なる組織、たとえば外胚葉由来の神経組織と中胚葉由来の血管や筋組織が軟部組織として一括されることには解剖学の専門家からは異論があるであろう。
軟部組織は便宜的に設定された術語であるため、以下の組織や組織由来の腫瘍はたとえ柔軟（soft）であっても軟部組織や軟部腫瘍のカテゴリーには含まれない。
- 軟部組織に含まれない細胞や組織 
  - 中枢神経の神経細胞と支持組織であるグリア（＝神経膠細胞）
  - 管腔臓器を覆う上皮細胞
  - 実質臓器を構成する細胞（肝細胞、尿細管細胞など）
  - 骨髄造血細胞および血球（白血球、赤血球、血小板）
  - 免疫系の細胞（リンパ節、脾臓、胸腺など）